# Liste der Deutschen Meisterinnen im 3000-Meter-Lauf
Der 3000-Meter-Lauf kam in den 1970er Jahren als erste Langstrecke auf der Bahn für die Frauen ins nationale und internationale Leichtathletik-Programm. Die Streckenlänge wurde ab 1995 dem Programm der Männer angepasst. So wurden die 3000 Meter bei den Frauen nun von den 5000 Metern abgelöst.
In der Bundesrepublik Deutschland war der 3000-Meter-Lauf seit 1973 Bestandteil der Deutschen Leichtathletik-Meisterschaften und stand anschließend von 1991 bis 1994 auf dem Programm der gesamtdeutschen Meisterschaften. In der DDR kam der Wettbewerb 1976 ins Meisterschaftsprogramm.

## Deutsche Meisterschaftsrekorde
| 8:54,4 min | Brigitte Kraus (ASV Köln) | Ludwigshafen | 2. Juni 1979 |

Dieser Meisterschaftsrekord kann nicht mehr verbessert werden, da der 3000-Meter-Lauf nicht mehr auf dem Programm Deutscher Meisterschaften steht.

## Gesamtdeutsche Meisterinnen von 1991 bis 1994 (DLV)
| Jahr | Ort      | Datum    | Athletin                                  | Zeit [min] |
| ---- | -------- | -------- | ----------------------------------------- | ---------- |
| 1994 | Erfurt   | 1. Juli  | Andrea Karhoff (ASV Köln)                 | 9:10,42    |
| 1993 | Duisburg | 11. Juli | Claudia Borgschulze (LG Olympia Dortmund) | 9:02,62    |
| 1992 | München  | 21. Juni | Claudia Borgschulze (LG Olympia Dortmund) | 9:01,60    |
| 1991 | Hannover | 28. Juli | Anke Schäning (ASV Köln)                  | 8:58,62    |

## Meisterinnen in derBundesrepublik Deutschlandvon 1973 bis 1990 (DLV) / Meisterinnen in derDDRvon 1976 bis 1990 (DVfL)
| Jahr | Bundesrepublik Deutschland | Bundesrepublik Deutschland | Bundesrepublik Deutschland                            | Bundesrepublik Deutschland | DDR                        | DDR        | DDR                                                   | DDR                                        |
| Jahr | Ort                        | Datum                      | Athletin                                              | Zeit [min]                 | Ort                        | Datum      | Athletin                                              | Zeit [min]                                 |
| ---- | -------------------------- | -------------------------- | ----------------------------------------------------- | -------------------------- | -------------------------- | ---------- | ----------------------------------------------------- | ------------------------------------------ |
| 1990 | Düsseldorf                 | 12. August                 | Claudia Metzner (BV Teutonia Lanstrop)                | 9:17,78                    | Dresden                    | 17. August | Kathrin Ullrich (SC Dynamo Berlin)                    | 9:00,37                                    |
| 1989 | Hamburg                    | 13. August                 | Claudia Borgschulze (SC Eintracht Hamm)               | 9:05,52                    | Neubrandenburg             | 23. Juli   | Kathrin Ullrich (SC Dynamo Berlin)                    | 8:45,43                                    |
| 1988 | Frankfurt / M.             | 24. Juli                   | Vera Michallek, geb. Steiert (LG Frankfurt)           | 9:05,77                    | Rostock                    | 26. Juni   | Kathrin Ullrich (SC Dynamo Berlin)                    | 8:48,80                                    |
| 1987 | Gelsenkirchen              | 12. Juli                   | Brigitte Kraus (ASV Köln)                             | 9:04,10                    | Potsdam                    | 20. August | Kathrin Ullrich (SC Dynamo Berlin)                    | 8:50,51                                    |
| 1986 | Berlin                     | 13. Juli                   | Brigitte Kraus (ASV Köln)                             | 8:47,83                    | Jena                       | 27. Juni   | Ines Bibernell (SC Chemie Halle)                      | 8:49,80                                    |
| 1985 | Stuttgart                  | 8. August                  | Brigitte Kraus (ASV Köln)                             | 8:58,55                    | Leipzig                    | 9. August  | Ines Bibernell (SC Chemie Halle)                      | 9:01,83                                    |
| 1984 | Düsseldorf                 | 24. Juni                   | Brigitte Kraus (ASV Köln)                             | 8:58,71                    | Potsdam                    | 5. Mai     | Ulrike Bruns, geb. Klapezynski (ASK Vorwärts Potsdam) | 8:42,81 (DDRR)                             |
| 1983 | Bremen                     | 24. Juni                   | Brigitte Kraus (ASV Köln)                             | 9:12,04                    | Jena                       | 28. Mai    | Gabriele Meinel (BSG Lokomotive Cottbus)              | 9:06,87                                    |
| 1982 | München                    | 23. Juli                   | Birgit Friedmann (Eintracht Frankfurt)                | 8:55,91                    | Jena                       | 29. Mai    | Ulrike Bruns, geb. Klapezynski (ASK Vorwärts Potsdam) | 8:54,09                                    |
| 1981 | Fürth                      | 30. Mai                    | Birgit Friedmann (Eintracht Frankfurt)                | 8:57,05                    | Jena                       | 7. August  | Ulrike Bruns, geb. Klapezynski (ASK Vorwärts Potsdam) | 8:49,67                                    |
| 1980 | Göttingen                  | 23. Mai                    | Birgit Friedmann (Eintracht Frankfurt)                | 9:02,0                     | Cottbus                    | 16. Juli   | Katrin Dörre (SC DHfK Leipzig)                        | 9:40,71                                    |
| 1979 | Ludwigshafen               | 2. Juni                    | Brigitte Kraus (ASV Köln)                             | 8:54,4 (DR)                | Leipzig                    | 7. Juli    | Petra Sabban (Eintracht Frankfurt)                    | 9:44,9                                     |
| 1978 | Berlin                     | 28. Mai                    | Birgit Friedmann (Eintracht Frankfurt)                | 9:02,9                     | Leipzig                    | 30. Juni   | Gabriele Lehmann, geb. Meinel (SC Cottbus)            | 9:02,8                                     |
| 1977 | Dortmund                   | 29. Mai                    | Brigitte Kraus (ASV Köln)                             | 9:14,1                     | Dresden                    | 30. Juni   | Gabriele Meinel (SC Cottbus)                          | 8:57,9                                     |
| 1976 | Lübeck                     | 11. August                 | Brigitte Kraus (ASV Köln)                             | 9:05,6 (BR)                | Karl-Marx-Stadt (Chemnitz) | 5. August  | Ulrike Klapezynski (SC Cottbus)                       | 8:55,6                                     |
| 1975 | Bonn                       | 19. Mai                    | Ellen Wellmann, geb. Tittel (TuS 04 Leverkusen)       | 9:10,0 (DR)                |                            |            | Wettbewerb nicht im Meisterschaftsprogramm            | Wettbewerb nicht im Meisterschaftsprogramm |
| 1974 | Hannover                   | 28. Juli                   | Gudrun Hodey (VfL Eintracht Hagen)                    | 9:22,2                     |                            |            | Wettbewerb nicht im Meisterschaftsprogramm            | Wettbewerb nicht im Meisterschaftsprogramm |
| 1973 | Berlin                     | 22. Juli                   | Christa Merten, geb. Basche (TSV Bayer 04 Leverkusen) | 9:23,0                     |                            |            | Wettbewerb nicht im Meisterschaftsprogramm            | Wettbewerb nicht im Meisterschaftsprogramm |